# Erzeparchie Bagdad (Armenier)
Die Erzeparchie Bagdad (lateinisch Archieparchia Babylonensis Armenorum) ist ein Erzbistum der mit der römisch-katholischen Kirche unierten armenisch-katholischen Kirche.
Mit der Apostolischen Konstitution Cum summus gründete Papst Pius XII. das Erzbistum am 29. Juni 1954 aus Gebietsabtretungen der aufgelösten Erzeparchie Mardin. Die Reste der Erzeparchie Mardin wurden zur Eparchie Kamichlié.
Die Erzeparchie besitzt keine Suffraganbistümer. 
Seit den 1970er Jahren bewegt sich die Zahl der Gläubigen stets um 2.000 in 2 Pfarreien, doch sank die Zahl der Diözesanpriester bis 2002 von 4 auf 2 herab. Auch die Zahl der Ordensschwestern sank von 6 auf 3. Zwischen der Emeritierung des Erzbischofs Paul Coussa im Jahre 2001 und der Wahl Emmanuel Dabbaghians 2006 (Bestätigung durch den Papst: Januar 2007) war der armenisch-katholische Bischofssitz von Bagdad vakant.

## Erzeparchen von Bagdad
1. Nersès Tayroyan (1954–1972)
2. Jean Pierre XVIII. Kasparian (1972–1982, dann Patriarch von Cilicia)
3. Paul Coussa (1983–2001)
4. Emmanuel Dabbaghian (2007–2017)
5. Nersès Zabbara (seit 2023)